# POP (イラストレーター)
POP（ぽっぷ）は、日本のイラストレーター。代表作に実用書『もえたん』シリーズ・絵本『POP WONDERLAND 赤ずきん』挿絵、ゲーム『ラヴニーの絵本』原画の担当などがある。

## 経歴
『萌える英単語 〜もえたん〜』（三才ブックス）の挿絵を担当、商業デビューを果たす。それに続く『もえたん』シリーズは萌え絵を採用する実用書の先駆けとなった。同人ではサークル「ElectromagneticWave」として活動しており、同じサークルメンバーのふくながとは、「POP&ふくなが」名義で漫画『lunchbox』などを連載した。同サークルには他にぼのなどが所属している。同サークルでは主に一次創作物を発行し、設定イラストなどを収録した同人誌も頒布している。

## 作品

### イラスト
- もえたんシリーズ（三才ブックス）
  - 萌える英単語 〜もえたん〜（2003年11月21日）
  - 新装版 もえたん（2005年3月26日）
  - もえたん サブリーダー 〜文法・表現編〜（2005年12月15日）
  - もえたん3 魔法少女の帰還 〜Return of the Little Witch!!〜（2006年7月25日）
  - もえたん ぴくちゃーすとーりー（学研、文：朝霧つくね、2008年3月）
- アキバBlog ナードたん2005年6月）
- アクエリアンエイジ（ブロッコリー発売のトレーディングカードゲーム、2005年 - ）
- 萌え経済学（講談社、著：森永卓郎、2005年10月30日）
- おとぎ銃士 赤ずきん DVD各巻 初回封入特典 描き下ろしイラストカード（RONDO ROBE〈ジェネオンエンタテインメント〉、2006年 - 2007年）
- おとぎ銃士 赤ずきん 公式ビジュアルブック イラストギャラリー（コナミデジタルエンタテインメント、2006年9月29日）
- クイーンズゲイト 魔法少女 虹原いんく（ホビージャパン、2007年11月30日）
- ハヤテのごとく!トレーディングカードゲーム（コナミデジタルエンタテインメント、2007年 - ）
- ほぐし茶屋 霞 キャラクターデザイン（2008年10月18日）
- ハローキティといっしょ! 水無瀬シズク（サンリオウェーブ、2009年8月6日）
- 「自由」（ガンガンONLINE2009年10月15日）
- ジュエルペット  ジュエルフェスティバルはおおさわぎ!?（角川つばさ文庫〈角川書店〉、文：金杉弘子、2012年5月15日）
- どうぶつと魔法の街 不思議なお姫様、来る！（角川つばさ文庫〈アスキー・メディアワークス〉、文：高瀬美恵、2013年2月15日）
- 戸越ぷらむ（VTuber、ミギナナメ／ 2018年7月23日）

### 絵本
- POP WONDERLAND（ポプラ社、ぽっぷ 名義、文 はやのみちよ）
  - POP WORLD ふしぎの国のアリス（2006年4月）
  - POP WONDERLAND 赤ずきん（2006年11月）
  - POP WONDERLAND おやゆびひめ（2007年6月）
  - POP WONDERLAND シンデレラ（2008年1月）
  - POP WONDERLAND にんぎょひめ（2008年11月）
  - POP WONDERLAND しらゆきひめ（2009年6月）

### 漫画
- lunchbox（電撃帝王〈メディアワークス〉[3]、POP&ふくなが 名義）
- ぺったんぽ（電撃萌王〈メディアワークス〉）
- ピーモのたび（ヤングジャンプ増刊 漫革〈集英社〉、POP&ふくなが 名義）
- にゃっぱ-戦国忍法帳-（アオハル〈集英社〉、脚本：天河信彦）

#### キャラクター原案
- ウルトラ怪獣擬人化計画 feat.POP Comic code（ヤングチャンピオン〈秋田書店〉、風上旬作、2015年 - 2020年）

### 画集
- Lollipop 〜ろりぽっぷ〜（三才ブックス、2005年7月16日）
- SUPER LOLLIPOP（三才ブックス、2007年9月14日）
- ani pop girls POP Animation Works（一迅社、2013年2月1日）
- POPCAN2020 fruit shower

### アニメ

#### キャラクター原案
- もえたん（2007年）
- こわれかけのオルゴール（2009年）
- ゆとりちゃん（2010年）
- マジでオタクなイングリッシュ!りぼんちゃん 〜英語で戦う魔法少女〜（2012年）
- はいたい七葉（2012年）

#### イラスト
- 月詠 -MOON PHASE-（第4話エンドカード）
- 夏のあらし! 〜春夏冬中〜（第7話エンドカード）
- 俺の妹がこんなに可愛いわけがない（第2話アイキャッチディスク）

### ゲーム
- ラヴニーの絵本（CAVE、2006年12月4日 - ）

メルヘンチックな世界と可愛いキャラクターが人気のアクションRPG。カードゲームやシューティングゲームなど、様々な派生アプリが配信されている。
- SWITCH (ケイブ) （CAVE、2008年9月24日 - ）

可愛いキャラクターの育成が楽しめる本格弾幕シューティングゲーム。アバターやキャラクターの性格を自由に変更できる要素が人気となっている。
- エミル・クロニクル・オンライン（ヘッドロック/ガンホー/ブロッコリー、2005年12月9日 - ）

2012年度キャラクターイメージイラスト（第1期アルマ/ネコマタハートetc）
- 装甲娘（DMM.com/レベルファイブ、2018年1月31日 - ）

LBXを身に纏った少女たちのアクションRPG。PCから手始めに、スマホ、テレビアニメも予定している。